# 埃利通农村居民点
埃利通农村居民点（俄语：Эльтонское сельское поселение）是俄罗斯联邦伏尔加格勒州帕拉索夫卡区所属的一个农村居民点。其下辖有10个居民点，行政中心为埃利通。据2016年统计，该农村居民点的人口为3550人。